# JNR série 711
La JNR série 711 (711系, 711-kei) (711けいでんしゃ/711 keidensha ou 711系電車) est un type de rames automotrices électrique (EMU), fonctionnant sous 20kV alternatif , utilisées pour les services de banlieue et périurbains japonais, introduites en 1968 (Shōwa 43) par la JNR, et ensuite exploitées par la JR Hokkaidō, et réformées en 2015.

## Histoire
Il s'agit du premier modèle de train créé pour les chemins de fer nationaux japonais (La JNR) à destination d' Hokkaidō . Il a été développé parallèlement au projet d'électrification de la ligne principale  Hakodate(en 20kV AC . Au cours du développement, le véhicule a été conçu pour résister parfaitement au froid et à la neige, tant à l'intérieur qu'à l'extérieur, car il serait utilisé dans des régions extrêmement froides.
Avant cette série, les trains prévus AC pour être utilisés sur les lignes conventionnelles à destination de Honshū et Kyūshū fonctionnaient aussi avec des sections électrifiées en courant continu (DC), ils étaient donc tous bicourants .Mais la série 711 était le premier train commercial uniquement Alternatif (AC) sur les lignes conventionnelles  ,et de plus est le dernier produit en série qui a adopté la méthode 1M 
En 1967 (Shōwa 42), un prototype de véhicule composé de deux demi-trains de deux voitures (soit quatre voitures) ,avec des spécifications différentes pour chaque demi train a été construit, et divers tests ont été effectués. Le modèle produit en série a été fabriqué pour coïncider avec l'ouverture du troncon  Otaru - Takigawa Denka le 28 août 1968, et l'exploitation commerciale a commencé le même jour. La section Sapporo/Asahikawa fut électrifié en 1969 (Showa 44) , et des versions améliorées furent ajoutées. A chaque fois comme la Ligne Chitose / la ligne principale Muroran (Muroran - Numanohata) qui furent  électrifiées en 1980 (Showa 55) nécessitèrent de livrer de nouvelles rames 711. Au total, 114 véhicules ont été fabriqués et placés au centre de conduite de Sapporo .

## Description

### Extérieure
La carrosserie est essentiellement en acier ordinaire et les panneaux extérieurs sont en acier à haute résistance (SPA) résistant aux intempéries, ce qui fut la première fois à être utilisé sur un train. Deux portes coulissantes à 1 vantail de 1 000 mm de large sont placées aux deux extrémités du véhicule. Il possède un sas, avec une porte séparant la salle voyageurs, et présente une structure similaire aux trains express tels la série 455 . Les fenêtres mesurent 1 080 mm x 680 mm, sont de type montant à un étage et sont à double vitrage , avec deux ensembles de cadres de fenêtre, l'un pour l'intérieur et l'autre pour l'extérieur. Le cadre de fenêtre intérieur est fabriqué en FRP (Plastique renforcé de fibres) pour garder la cabine au chaud et éviter la condensation.
La motrice Moha 711 a été allégé en simplifiant la configuration de ses équipements et en adoptant le système 1M. De plus, pour empêcher la neige de pénétrer dans l'équipement, l' entrée de refroidissement du moteur principal sera placée en hauteur sur le côté du véhicule, et des salles de déneigement de grande capacité seront installées à deux endroits de la cabine, entre les deuxième et troisième rangées de sièges. Il s'agit de fondre la neige après introduction de l'air extérieur dans le circuit, et l' air est guidé depuis la "salle de déneigement" vers le moteur principal à l'aide d'une soufflerie installée sous le plancher .
Les trains conçus spécifiquement pour Hokkaido, à partir de cette série, ont été conçus pour éviter de créer une pression négative dans le système de refroidissement, pour empêcher la fine neige poudreuse unique à Hokkaido d'entrer (véridique,une poudreuse exceptionnelle). Cela assure un fonctionnement stable même en hiver. Anecdote, la série spéciale 485-1500, pourtant résistante au froid et à la neige, destinée aux trains express à Hokkaido, qui a été fabriquée en 1974 , en adoptant une conception pour Honshu, a souffert de pannes fréquentes dues à la neige et aux basses températures lors de sa mise en service commercial. Il a été déterminé que la structure des trains à destination de Honshu rendrait difficile l'exploitation au sein d'Hokkaido, c'est pourquoi la série 781 a ensuite été développée comme un train express limité pour la région d'Hokkaido, et la série 485 a été transférée dans la région de Honshu.
Parce qu'il était nécessaire de loger sous le plancher le conduit de refroidissement du moteur de traction et le matériau d'isolation mentionnés ci-dessus , la surface du plancher a été placée 50 mm plus haute (par rapport à la surface du rail) que celle des véhicules destinés aux régions plus chaudes. Pour cette raison, la fenêtre avant de la cabine du conducteur , la porte traversante et l'affichage du type sont situés plus haut que les trains à destination de Honshu.
Les phares sont des Lampes PAR , 3 positionnées en triangle sur la face avant , et les feux rouge de position ainsi que le klaxon sont installés en dessous assez bas. Étant donné que les feux ont été placés dans la position prescrite pour les trains JNR(hauteur normé par rapport aux rails), la position de montage relative semble basse, donnant une impression différente de l'avant par rapport aux séries comtemporaines (Séries 111,401 etc....) . La jupe avant est conçue avec une grande épaisseur pour améliorer la résistance aux chocs, en tenant compte des collisions avec de gros animaux tels que le cerf sika , l'ours brun , ainsi que des blocs de glace et congères .
L'intercirculation (de la face avant) a une spécification unique, avec des pinces de fixation du côté de la carrosserie et du côté du cadre du capot , et est le seul de ce type parmi "les nouveaux trains performants de JNR".
La couleur de la peinture extérieure était le rouge n°2 ( rouge foncé ) pour toute la carrosserie et la crème n°4 pour l'avant inférieur de la voiture de tête , mais la couleur de la peinture a été modifiée à partir de 1985 (Showa 60) avec une couleur de fond rouge vif n° 1 (auparavant uniquement utilisé pour peindre les boutons ,les valves et autres dispositifs critiques) avec des bandes crème n° 1 à l'avant et sous les vitres latérales . Les panneaux décoratifs intérieurs ne sont pas en vert clair n°1 comme les trains de banlieue pour les régions plus chaudes, mais le marron clair n°6, le même que la série Shinkansen 0 et les trains express limités.
| Couleurs originale |  | Couleur post 1985 |  | Série 711 dans son cadre typique en hiver |
| Couleurs originale |  | Couleur post 1985 |  | Série 711 dans son cadre typique en hiver |

### Intérieure
Bien qu'il ait été conçu comme un véhicule de banlieue ,principalement destiné au transport régional, la disposition des sièges est constituée majoritairement de sièges transversaux avec des sièges longitudinaux uniquement aux extrémités du véhicule.
Cette conception a été conçue en tenant compte non seulement des trains locaux mais également des trains express. La largeur d'allée de 860 mm requise pour le train de banlieue a été obtenue en omettant les accoudoirs des sièges côté fenêtre. L'écartement des sièges de 1 470 mm et la table avec espace -bouteille intégré du côté de la fenêtre étaient également les mêmes que ceux des trains express, et ils étaient également utilisés sur les trains express tels que « Kamui » et « Sachikaze . Cependant, contrairement aux séries 455 et Kiha 56, les "voitures vertes" (Green car, voiture 1ere classe)n'ont pas été construite, renforçant son rôle de desserte locale/régionale..
En plus des toilettes , le type Kuha 711 (voiture d'extrémité avec cabine de conduite) dispose également d'une salle d'eau séparée du côté opposé, similaire à celle des véhicules express. Les deux étaient placés a l'extrémité de la voiture. Pour le revêtement de sol, celui qui était courant sur les véhicules Hokkaido a été remplacé par un linoléum en tôle d'acier standard . Lors de sa construction,la serie 711 n'était pas équipé de climatisation , mais d'un ventilateur enfichable sur le toit et d'un ventilateur électrique au plafond intérieur (celui de votre bureau mais fixé au plafond).
| Interieur |  | sieges transversaux |  | Cabine de conduite |
| Interieur |  | sieges transversaux |  | Cabine de conduite |

### Caractéristiques techniques
Ce fut le premier train japonais à utiliser le contrôle de phase à thyristors soit des redresseurs . Les contacts ( interrupteurs ) susceptibles de tomber en panne en raison du gel ou de l'accumulation de neige ont été éliminés autant que possible pour éviter les problèmes en hiver et réduire la taille du système.

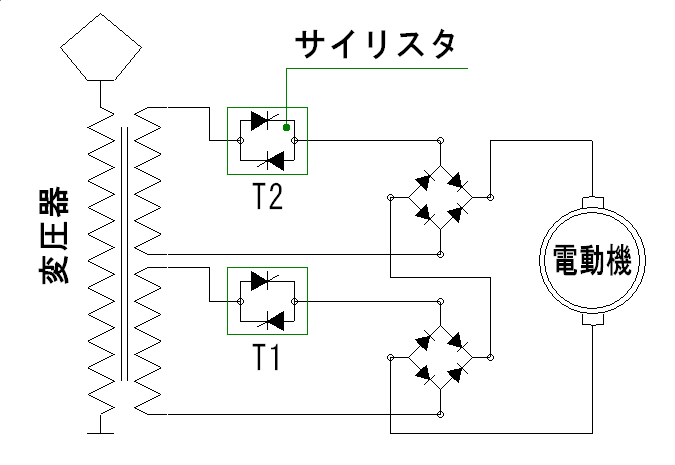
Circuit de contrôle de phase continu (2 divisions) des thyristors

et fonctionnement Contrôle de phase des thyristors T1 et T2 en séquence pour contrôler en continu la tension

Le frein régulier est équipé uniquement d' un frein pneumatique direct électromagnétique .La fonction de freinage dynamique n'a pas été choisie, car la zone de fonctionnement ne présente pas de pentes que l'on trouve sur les sections de lignes de montagne.
La rame type est composée de deux remorques d'extrémité avec cabine, de type Kuha 711 , et d'une motrice centrale de type Moha 711, donnant une configuration de base d'un train de trois voitures (1M2T). Cela est dû aux performances d'adhérence élevées obtenues en adoptant le redresseur. En augmentant la tension aux bornes du moteur de traction MT54 de 375 V à 500 V et en abaissant l'intensité de 360 A à 330 A, la puissance nominale est passée de 120 kW standard à 150 kW. La transmission de puissance est un système d'entraînement à cardan parallèle à arbre creux , qui constitue la spécification de base avec le moteur principal MT54 , et le rapport de démultiplication est de 4,82, ce qui est la norme pour les modèles de banlieue .
La rame comporte quatre moteurs dans une configuration parallèle permanente et effectue uniquement un contrôle de tension et n'utilise pas de contrôle de champ faible (qui permet d'augmenter la rotation du moteur a courant continu ,sous une alimentation continue ).
Les trains Shinkansen de la série 0 (qui fonctionnent sous 25kV AC)ont une structure différente dans laquelle la commande du circuit principal est une commande de prise basse tension avec quatre moteurs principaux en série et deux en parallèle, mais cette série est le seul train dit de nouvelle performance sur les lignes conventionnelles JNR.
Bien que cela ait contribué à sécuriser la capacité de transport tout en maintenant les coûts de fabrication à un niveau bas, le ratio MT était faible ,car il n'y avait qu'une motrice dans le train de trois voitures, et la valeur nominale d'accélération de 1,1 km/h/s était inférieure à celle d'un véhicule général de banlieue. Il était également inférieur à celui des trains Express Limités  . D'autre part, la vitesse maximale de 110 km/h faisait qu'il était le train de banlieue JNR le plus rapide jusqu'à l'achèvement de la série 117 en 1979, et en raison de sa capacité à obtenir un couple élevé jusqu'à des vitesses élevées (grâce au couple redresseurs/courant alternatif), ses performances pratiques à grande vitesse sont à peu près les identiques à la série 485 considéré comme équivalent.

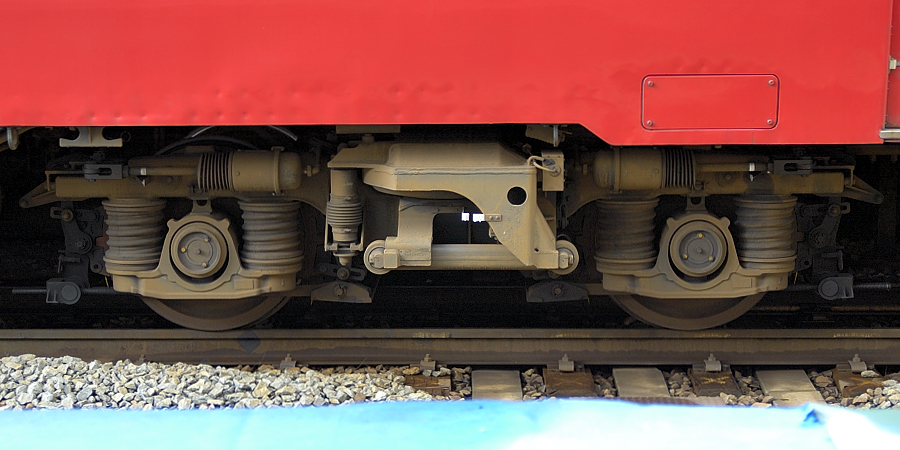
Bogie moteur type DT38

Les bogies sont de type DT38 et TR208  crées exclusivement pour cette série, et sont basés respectivement sur le type DT32 et le type TR69 .Ils utilisent des ressorts pneumatiques à montage indirect, des dispositifs de support de boîte d'essieu de type guide cylindrique et des roulements à rouleaux coniques scellés . Le ressort de l'arbre est recouvert de caoutchouc pour éviter la perte de la fonction d'amortissement due au gel , et le système de freinage de base est équipé d' un frein à bande de roulement double face sur le modèle DT38 et d'un frein à disque auto-ventilé sur le modèle TR208. Le support de roulement et de boîte d'essieu sont une première pour un train produit en série par la JNR.

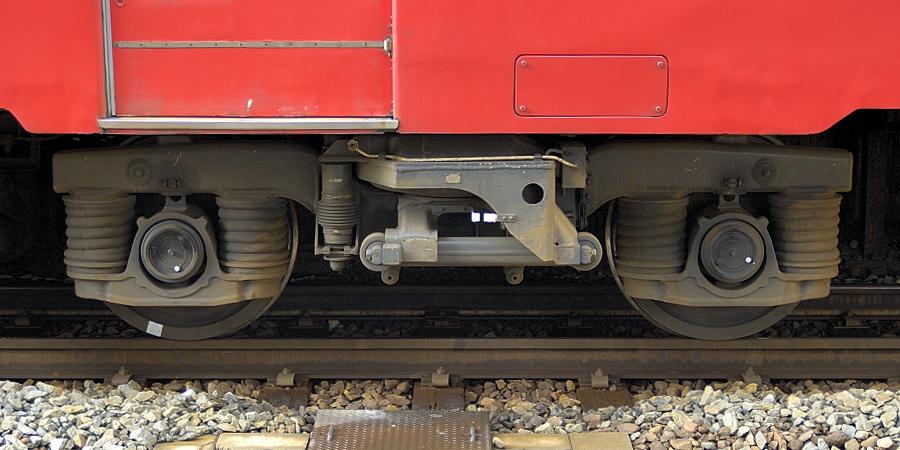
Bogie porteur type TR208

Grâce aux caractéristiques mentionnées ci-dessus, cette série accélère lentement et en douceur, sans les chocs provoqués par la commutation de résistance pendant l'accélération, caractéristique des voitures à contrôle de résistance largement utilisées dans les trains JNR depuis de nombreuses années(en France ce serait le combinateur JH que l'ont peut encore en 2024 voir sur les Mf67 par exemple), et même lorsque la vitesse augmente, le ventilateur de refroidissement ne fonctionne pas. Le trajet était extrêmement unique pour un train de banlieue JNR, avec peu de bruit. Il n'y a pas non plus de bruit de ventilateur de refroidissement de la résistance principale , ce qui est courant dans les nouveaux trains performants, et il y a très peu de bruit à l'intérieur et à l'extérieur du train .Une des rares sources de bruit hors roulement est celle d'un moteur-générateur (MG) ou convertisseur statique . Combinée au bogie à ressort pneumatique et à des équipements résistants au froid tels les fenêtres à double vitrage, elle offre une conduite silencieuse et confortable presque similaire à celui d'une voiture de tourisme .
Le compresseur d'air a été installé respectivement sur le Kumoha 711 ou le Moha 711, avec MH1045-C2000M pour les prototypes de voitures de la série 900, MH1045-C2000C pour la série 0 et MH1045A-C2000C pour la série 100.

## Production
Il y aura principalement 3 versions produite ,en 3 vagues de livraisons
En 1968 la première version produite concerne 8 formations complètes et une motrice isolée(pour l'incorporer à la rame prototype à deux voitures) toutes construites par Kisha Seizo.
- Afin de réduire le poids et les coûts, l'équipement électrique a été remplacé par le type TM13A pour le transformateur principal (par rapport au prototype) , le type CS35 pour le contrôleur principal et le type PS102B pour le pantographe[4].
- Changement du compresseur d'air par le MH1045-C2000C

En 1969 la seconde version de production concerne 10 formations complètes construites par Kisha Seizo et Hitachi Ltd.
- Le transformateur principal a été remplacé par le type TM13B, avec l'enroulement secondaire divisé en quatre parties au lieu de deux[5].
- Le contrôleur principal a été remplacé par le type CS38, qui prend en charge la connexion série-parallèle des moteurs principaux.

La troisième version de production est beaucoup plus tardive ,soit en 1980.Elle concerne 17 formations completes et 4 Kuha (remorques d'extrémité avec cabine ) construite par Tokyu,Kawasaki Heavy et Hitachi.
- La carrosserie de la voiture a une structure ignifuge et la porte passager a été remplacée par de l'acier inoxydable .
- Equipé d'un indicateur de destination électrique (girouette sur rouleaux) sur le côté
- L'équipement électrique de type Moha 711 a une structure sans PCB similaire aux trains de la série 781 , le transformateur principal et le redresseur principal sont respectivement de type TM13D et RS39B, et le contrôleur principal est CS48 équipé d'un thyristor sans mercure .
- Changement du compresseur d'air par le MH1045A-C2000C

| KuHa 711 |  | MoHa 712 |  | KuHa 711 |
| KuHa 711 |  | MoHa 712 |  | KuHa 711 |

## Rénovation
Afin de faire face à l'augmentation du nombre de passagers dans la zone métropolitaine de Sapporo , des travaux de construction ont été effectués pour ajouter une porte passager à simple vantail ,au centre de la caisse, avec les mêmes spécifications que celle des extrémités Comme pour la série 721, un sas sera installé avec la porte centrale ajoutée, et des portes à double cloison seront installées entre les cabines voyageurs. Les véhicules de construction sont identifiés par des bandes étroites de la même couleur en haut et en bas des bandes de porte.
Cette modification n'a pas été réalisée sur la motrice car l'augmentation de poids due au renforcement du châssis ne peut être tolérée.
À partir de 2001 (Heisei 13), on décide d'installer ,sur une partie de la flotte ,des systèmes de climatisation centralisés.
Des travaux de remplacement du pantographe rhomboïdal de la motrice, par un pantographe à un bras ont été réalisés de l'automne 2004 à l'automne 2005 , dans le but de prévenir les déraillements dus à l'accumulation de neige et de normaliser l'approvisionnement en pièces au sein de l'entreprise .

## Exploitation
La série 711 sera utilisée sur toutes les lignes électrifiées d'Hokkaido devenant le train phare de la région pendant de nombreuses années, sa couleur rouge détonnant sur le blanc de la neige.
Les lignes concernées sont :
-Ligne principale Hakodate (partiellement)
-Ligne Chitose (dont la branche pour l'aeroport)
-Ligne principale Muroran (partiellement)
-Ligne principale Sōya (partiellement)
-Ligne Sasshō

## Reforme
Après sa reforme en 2015, les appels à la préservation de voitures se sont multipliés sur Internet et le groupe d'étude sur les ressources touristiques ferroviaires d'Hokkaido, composé de bénévoles, a lancé un financement participatif . Le montant cible a été atteint et deux voitures de la série 711 seront conservés à Daichi no Terrace, un restaurant fermier à Kurisawacho , dans la ville d'Iwamizawa . Le véhicule a été livré le 5 août 2015 et l'exposition a débuté le soir du 7 du même mois . Les véhicules sont gérés et utilisés par la Iwamizawa Red Electric Preservation Society .

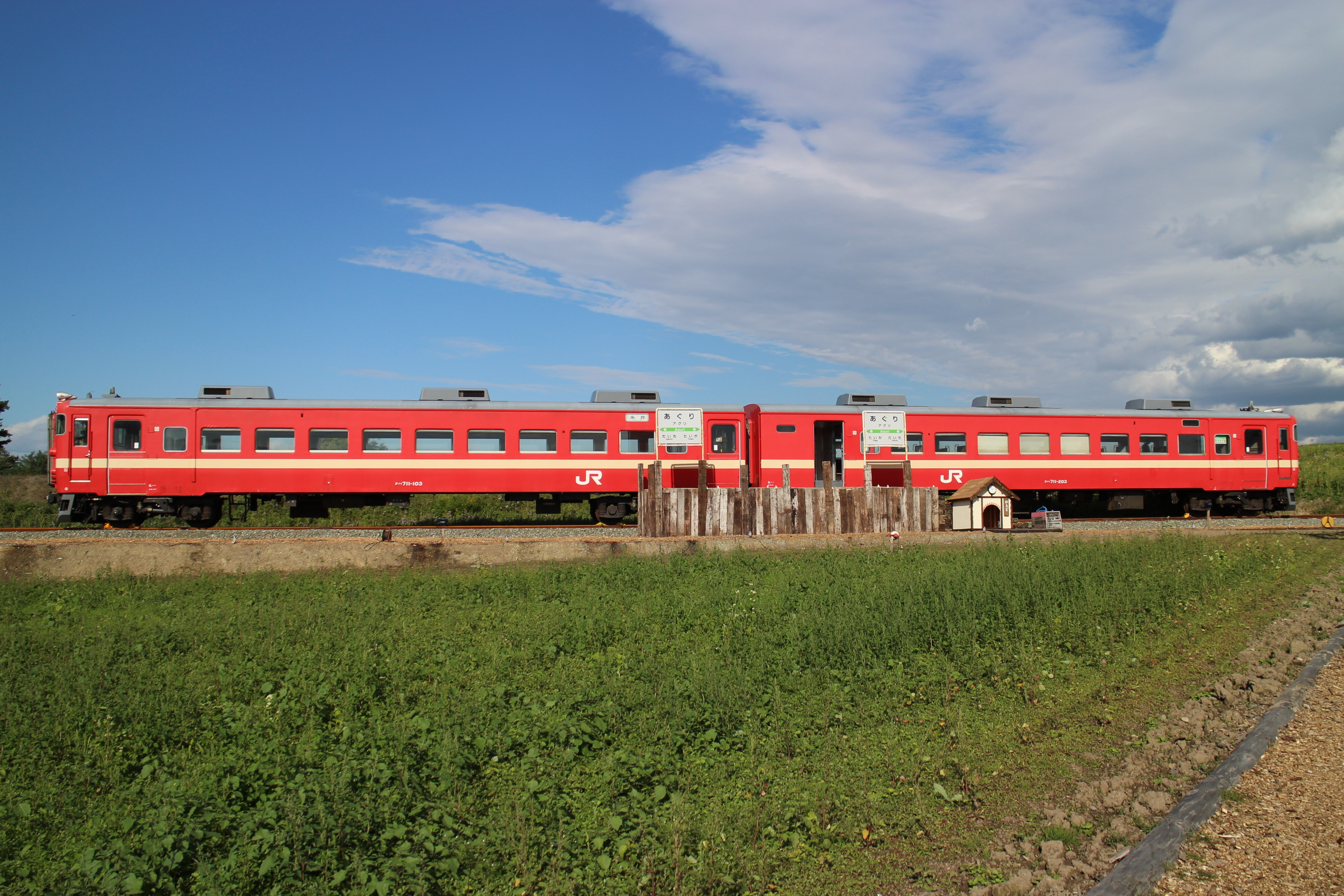
Les deux voitures préservées

De plus, un Kuha 711-29 démoli en 2000 est utilisé comme café dans la ville de Chitose .
Les autres ont été amenés aux gares de Jinyamachi Rinko et d'Iwamizawa en mai 2015 et ont été progressivement démontés avec les voitures de type 24 à partir du 6 juillet .

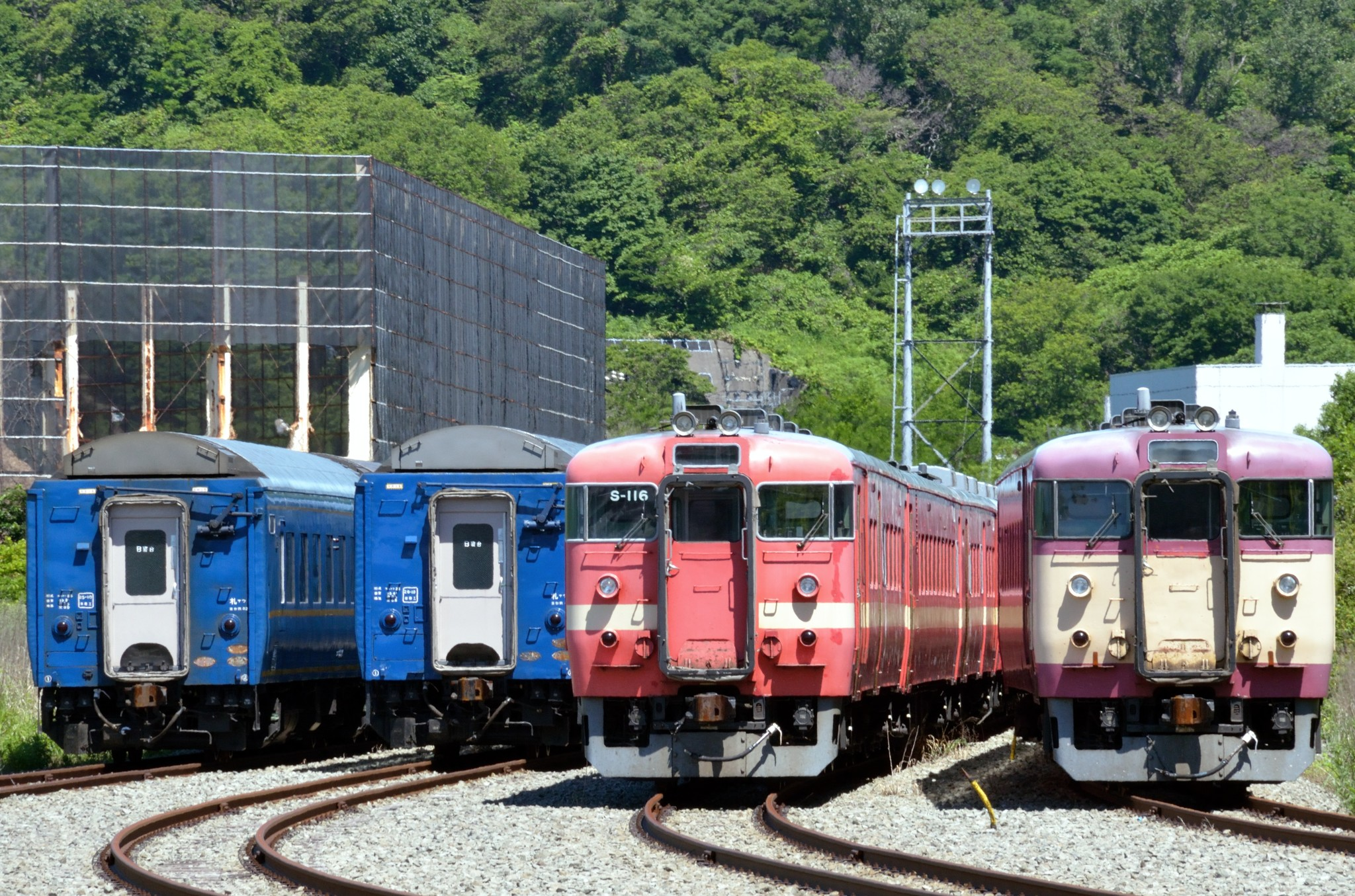
Trains attendant la pince du ferrailleur. à gauche des voitures de type 24